# Koudrovo
Koudrovo, en cyrillique Ку́дрово, est une ville russe de la banlieue de Saint-Pétersbourg. Construite au cours des années 2010 sur un territoire jusqu'alors rural, elle se caractérise par un urbanisme extrêmement dense de barres ainsi que par une croissance démographique très forte au cours des années 2010-2020. La ville se trouve à la fin de la R21, et est aussi desservie par le périphérique pétersbourgeois.

## Historique
Koudrovo se développe au cours des années 2010. Dans le plan directeur d'aménagement de la région de Saint-Pétersbourg, elle est située en zone IIa, qui est censée accueillir l'essentiel de la croissance démographique par un accroissement de 40% de l'offre totale de logement.
De ce fait, la population du petit village originel, passée de 85 habitants en 2002 à 137 en 2010, explose pour atteindre 60 791 habitants en 2021, soit un taux annuel moyen de 74 % de croissance.

## Caractéristiques

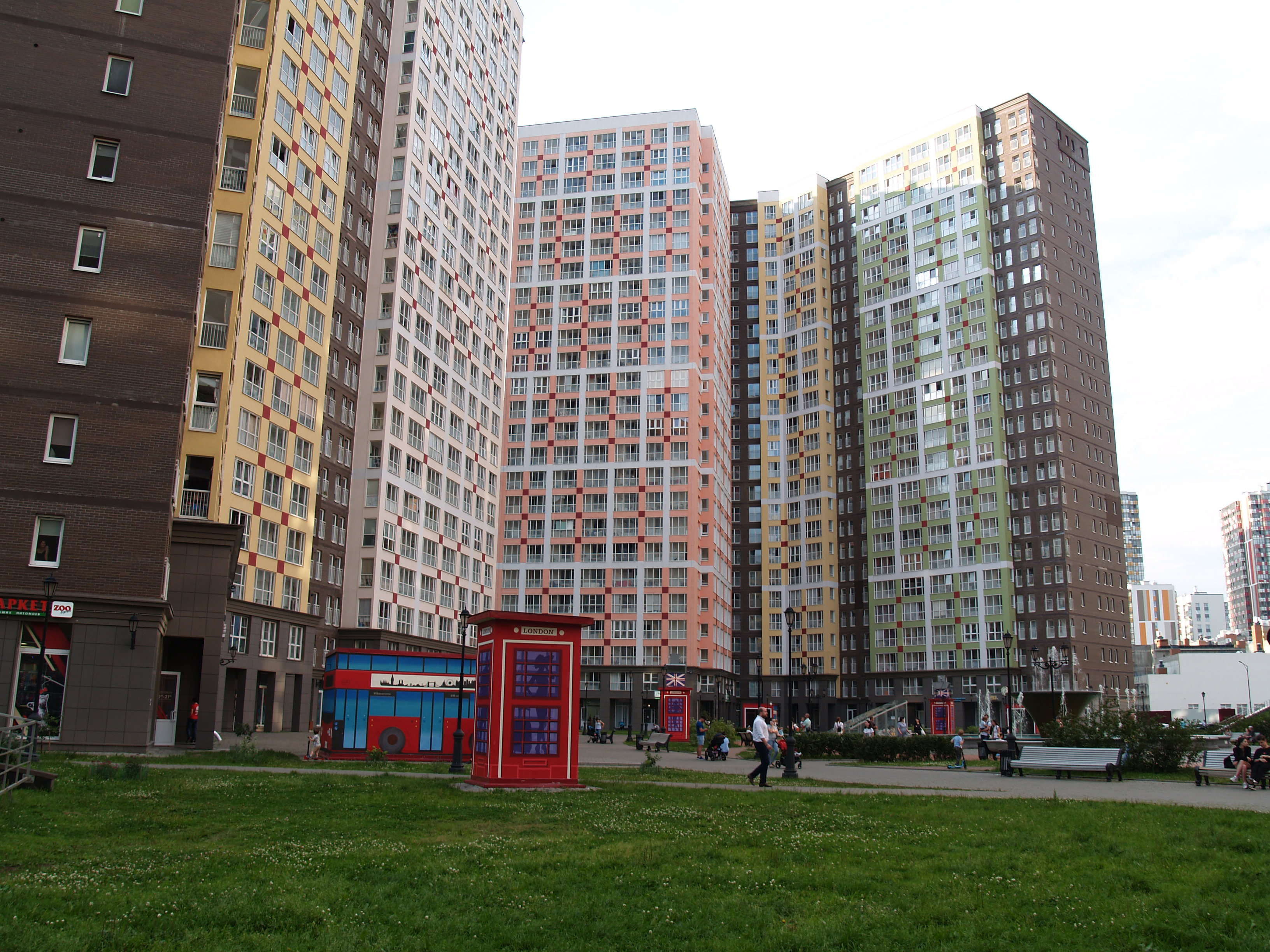
Urbanisme typique de Koudrovo.

La ville se caractérise par une prédominance exclusive des barres d'immeuble. L'une d'elles, appelée Novy Okkervil, est particulièrement connue pour abriter vingt mille résidents répartis dans 3 708 logements sur vingt-cinq étages de hauteur, ce qui en fait le plus grand complexe d'habitation de la région de Saint-Pétersbourg[réf. souhaitée].